# Chiesa di Santa Maria Maggiore (Vasto)
La chiesa di Santa Maria Maggiore è la madre delle chiese del centro storico di Vasto, in provincia di Chieti, anche se il duomo è la chiesa di San Giuseppe. Nel 1902 è stata dichiarata monumento nazionale.

## Storia
Lettere di papa Gregorio Magno citano una diocesi a Vasto, dipendente da Chieti, avente sede nella chiesa di Sant'Eleuterio, che corrisponderebbe all'attuale chiesa. La notizia è riportata anche dagli storici vastesi Nicola Alfonso Viti e Luigi Marchesani.
Il primo documento che possa attestare l'esistenza della ecclesia Sacte Marie in Guastoaymonis risale al 1195 e consiste nel diploma rilasciato dall'imperatore e re di Sicilia Enrico VI a Odorisio, abate benedettino di San Giovanni in Venere, confermandogli «omnia castella et obedientias» posseduti. Dal documento si può inoltre comprendere chiaramente la gerarchia delle due principali istituzioni ecclesiastiche di Vasto in quel periodo, ovvero la chiesa di Santa Maria e la chiesa di San Pietro, autrici di più scontri nel corso del tempo. Nel documento suddetto infatti la prima viene definita ecclesia in servitio del monastero venerese, la seconda viene detta obedientia in demanio dell'abbazia stessa, ovvero dipendenza monacale, rientrando tra le sue proprietà.

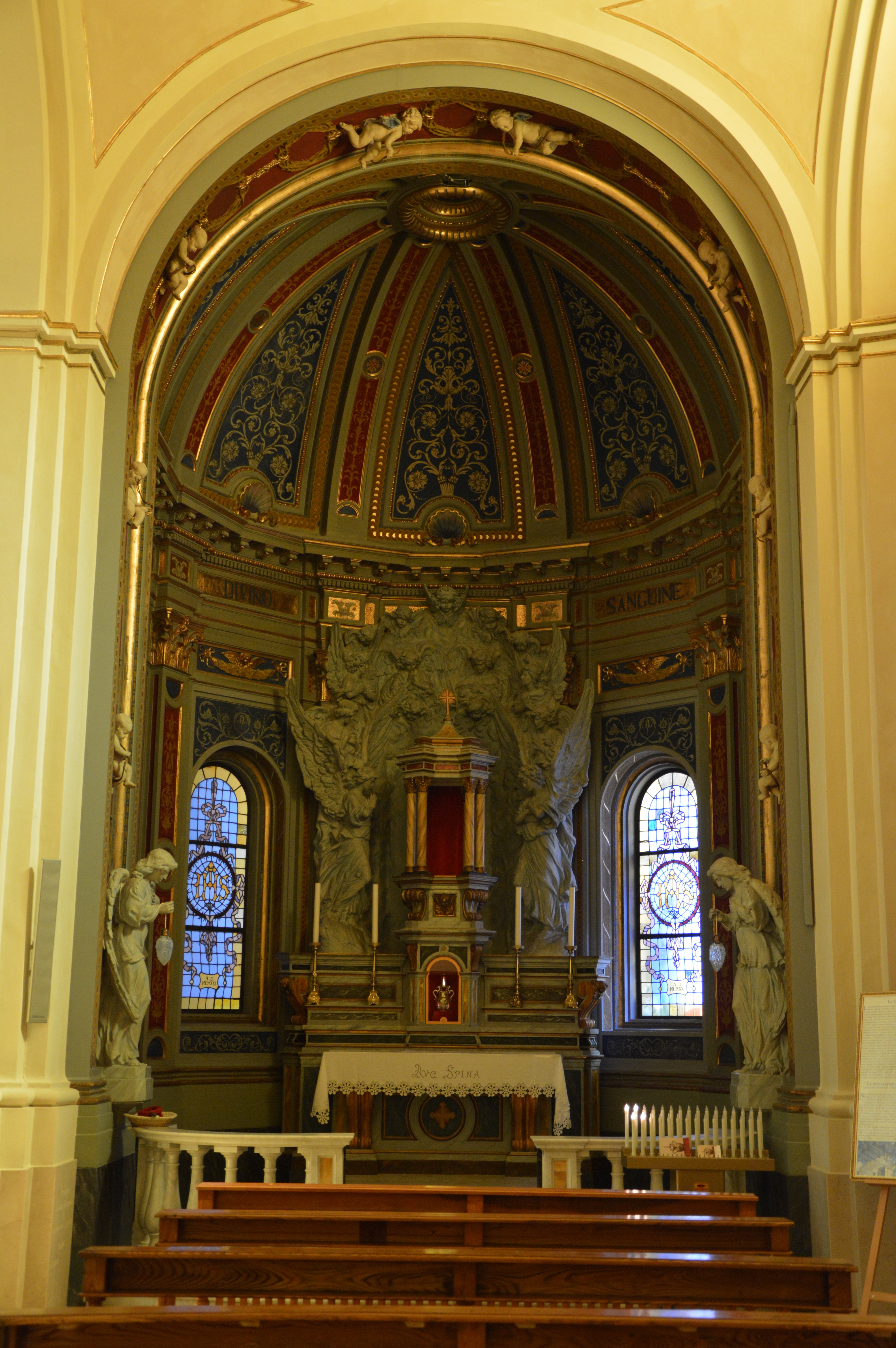
La Cappella della Sacra Spina

La chiesa era collegiata di Vasto, principale parrocchia del rione Guasto Gisone, ed era in lotta con la collegiata di San Pietro nel rione Guasto d'Aimone; tuttavia la conferma di collegiata fu data solo nel 1734, e il titolo rimosso nel 1809, quando la chiesa di S. Agostino fu elevata a collegiata di San Giuseppe, successivamente cattedrale di Vasto.
Nel 1645 un incendio danneggiò la chiesa, dopo che era stata già danneggiata dall'attacco turco del 1 agosto 1566. La chiesa verrà ristrutturata completamente nel 1783-85, essendo prima a sola navata, fu tramutata in tre navate, con abbellimenti successivi nel XIX secolo, come la decorazione della cappella della Sacra Spina, donata dalla famiglia D'Avalos alla collegiata, dopo che Francesco Ferdinando d'Avalos la ebbe in dono da Filippo II di Spagna. La Sacra Spina sopravvisse all'incendio del 1645.
La chiesa ospita anche le tombe di alcuni illustri cittadini di Vasto, come Nicola Alfonso Viti, Bernardino Carnefresca noto come "Lupacchino dal Vasto" madrigalista, Venceslao Mayo politico, Alfonso d'Avalos e Diego I d'Avalos marchese del Vasto.
Presso la cripta  anch'essa restaurata in stile neoclassico, si trovano le spoglie di San Cesario, donate da don Cesare Michelangelo d'Avalos.

## Descrizione

### Esterno e facciata

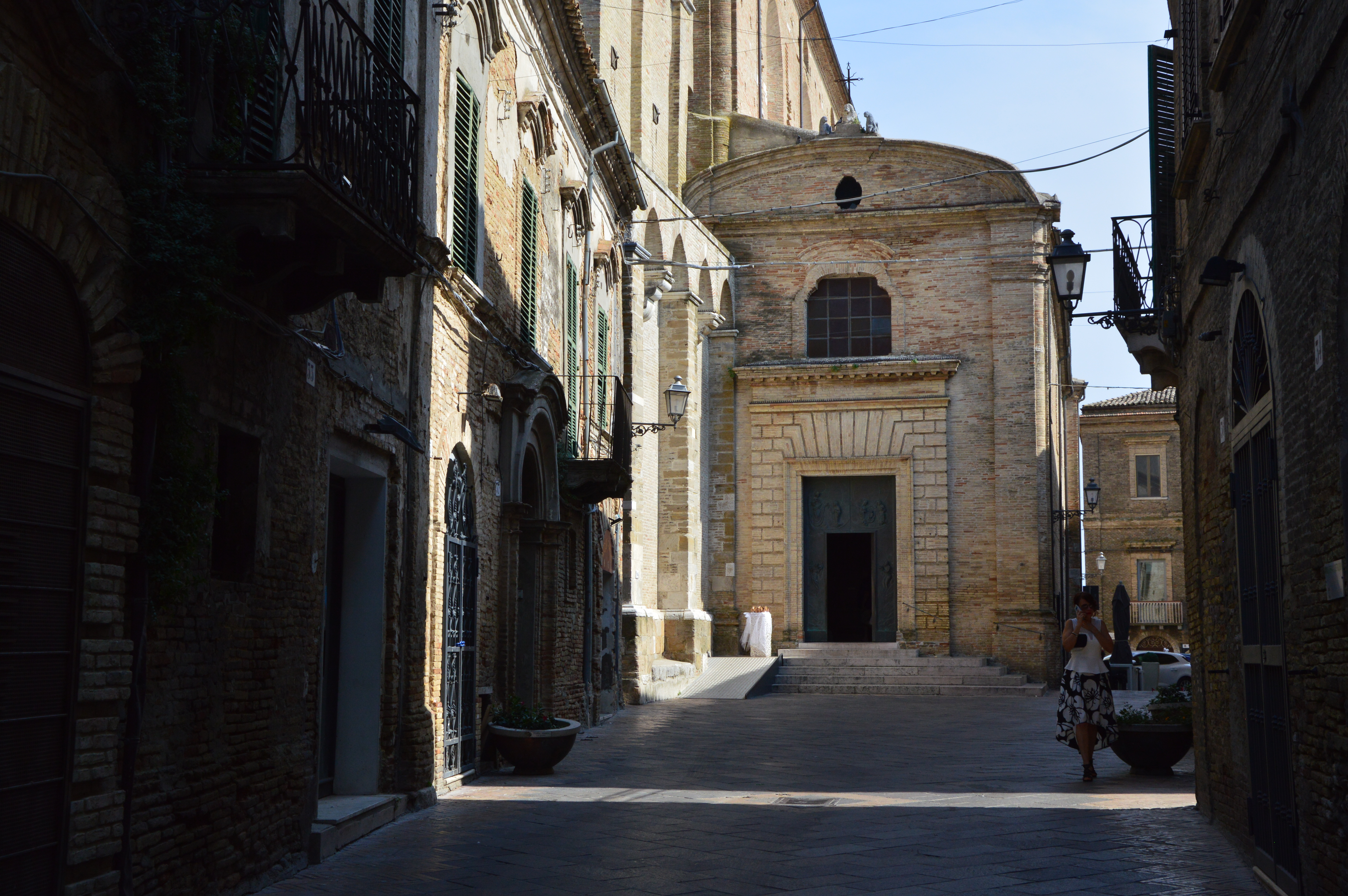
La piccola facciata

L'esterno della chiesa ha impianto a croce latina, con copertura in muratura settecentesca. Il corpo enorme della chiesa non ha abside, ma solo una finestra, sormontata da una cupola larga ma molto schiacciata, con forme geometriche. La facciata è visibile dalla via che si percorre da Piazza Duomo, ed è assai minuscola, affiancata dall'enorme campanile. Ha le forme di un tempio settecentesco tardobarocco, con l'architrave non "a capanna", ma dalle forme tondeggianti di un semicerchio.
Il portale è decorato ai lati da bugnato. Sul fianco della chiesa che è percorribile dal corso, si evincono figure antropomorfe in bassorilievo incise in epoca medievale. Sono in pietra bianca, ed in particolare una raffigura un contadino. Altre figure mostrano delle croci.

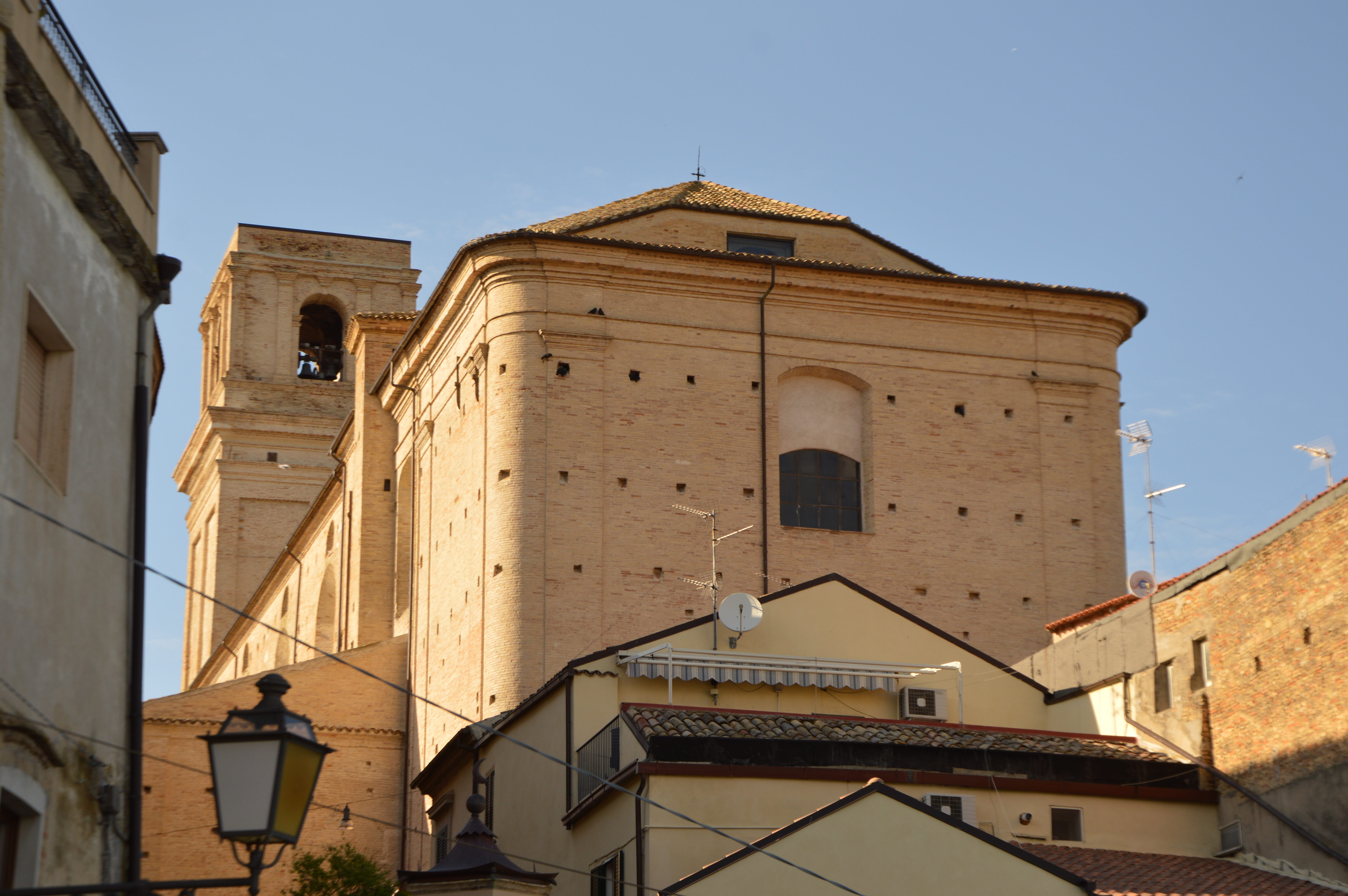
Il retro della Chiesa visto dalla Loggia Amblingh

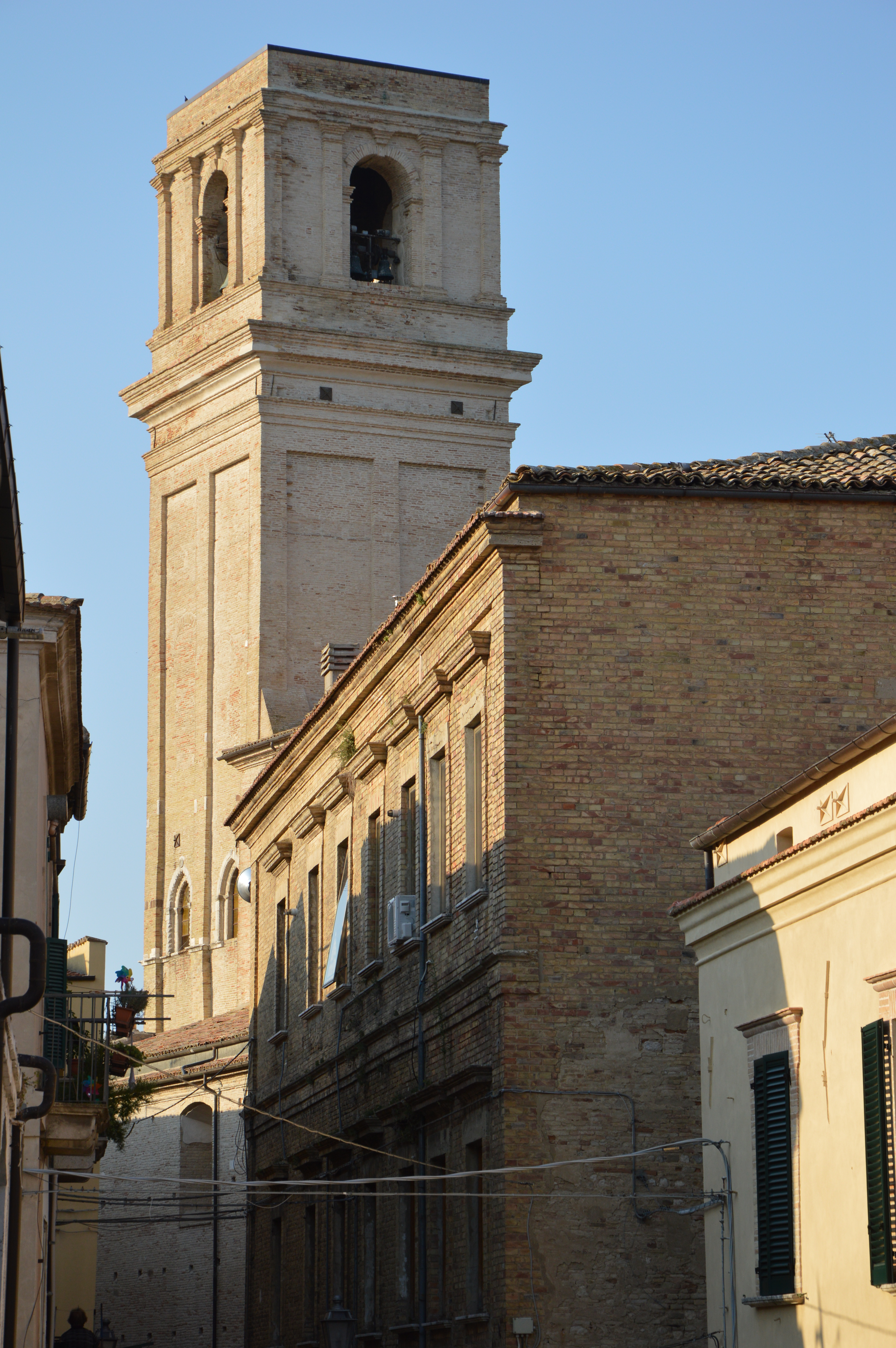
Il campanile

### Il campanile
Il campanile è un'imponente torre, la più alta della città, visibile anche a chilometri di distanza. La torre ha pianta quadrangolare, e poggia su una base di stampo medievale, decorata con archi a sesto acuto murati. Dopo una cornice marcapiano, il lato del campanile che volge verso il corso è decorato da due archi a tutto sesto con vetrate verdeggianti. Così sono anche il lato opposto, e quello del fianco, meno il lato che è attaccato al corpo della chiesa. Il resto della torre è di matrice barocca, ma assai semplice, e si conclude con la cella campanaria. Possiede il campanone, una mezzana, una mezza-terza e due squilline. La sommità del tetto è quadrata, priva di elementi decorativi.

### Interno

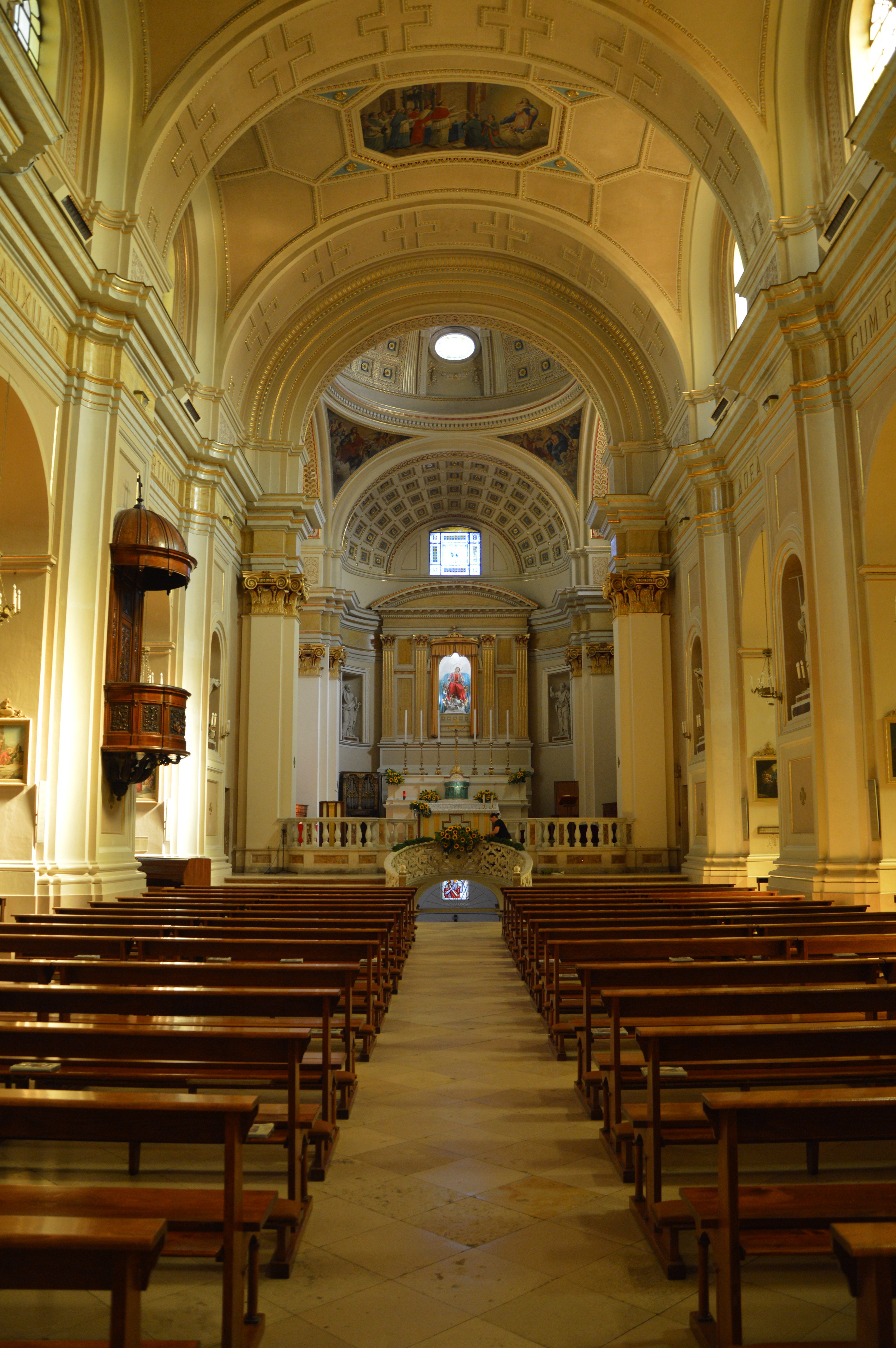
L'interno della chiesa

L'interno è a tre navate con cripta. Le decorazioni sono state trasformate secondo il canone barocco e successivamente neoclassico, con i pilastri della navata intervallati da nicchie con statue dei Profeti, e così alla maniera neoclassica sono anche le colonne che separano le navate sono intonacate di bianco, con forme fluide e delicate. Le volte del soffitto sono affrescate. L'entrata dal portale è decorata da colonne che sorreggono il piano sopra cui canta il coro. Il transetto è segnato da un cerchio di muro intagliato con figure floreali e antropomorfe, di matrice medievale. La cripta medievale è preceduta da una doppia fila di scale, che partono da ambo gli estremi dell'ingresso, e salgono in maniera circolare verso il piano superiore, dove c'è l'altare.
Nella cripta  della chiesa accessibile sotto una doppia rampa simmetrica di scale, sono conservate le reliquie del corpo di San Cesario nelle vesti di guerriero, e un'ampolla col sangue di don Cesare Michelangelo d'Avalos. La chiesa conserva anche la preziosa reliquia della Sacra Spina della corona di Gesù. La navata maggiore delle tre ha colonne corinzie, a fianco delle quali ci sono delle nicchie che contengono le statue dei XII Apostoli e quattro profeti. Nella navata destra ci sono le cappelle di Sant'Anna, della Sacra Spina, di Sant'Antonio abate (costruita da Tullio Caprioli nel 1567). Nella navata sinistra ci sono le cappelle di Santa Maria, di San Cesario, di Santa Caterina d'Alessandria, del Monte dei Morti, del Santissimo Sacramento e di San Nicola.
Le principali opere d'arte sono le tele dell'Ecce Homo della scuola di Tiziano, lo Sposalizio mistico di Santa Caterina attribuito a Paolo Veronese, la Pentecoste e la Presentazione del Camauro a Celestino V di Francesco Solimena del 1727.
Sono conservate le tombe di uomini illustri come lapidi della famiglia Tiberii, di Venceslao Mayo massone, Innico e Giuseppe d'Avalos. Una lapide è dedicata al madrigalista Bernardino Lupacchino dal Vasto.